# 旁
旁（つくり）とは、偏旁において漢字を構成するもののひとつ。主に漢字の右半分がこれに当たる。部首となるものと、偏の構成部分（声符となるものが多い）となるものがある。

## 概要
一般的には、部首となるものを指し、「都」のおおざとのような例がある。
しかし、全体の字数で見ると、偏を構成する部分となるもの（例：「江」の「工」など）の方が断然多い。また、偏の「◯◯へん」というように、「◯◯づくり」と接尾辞で用いられるもののほか、「りっとう」「おおがい」「あくび」など通称が付されたもの多いのが特色である。また、前、勉、題などのように明白に左右に分かれていない変則のものも多い。
一方、中国語では偏という表現は用いられず、位置を問わず左右に構成されるものは全て旁と呼んでいる（たとえばかねへんの場合は金字旁である）。
ここでは、日本において部首となる「旁」を例示する。

## 主な旁

### 代表的な旁

#### りっとう
りっとう。「剣」「刺」「利」など。漢字で書くと「立刀」で、『刀』という字を変形したもの。刀や切る意味を表す。常用漢字数は 26 で旁の中では最も多い。「前」は変則。
- 常用漢字： 刈 刊 刑 列 判 別 利 刻 刷 刹 刺 制 到 削 前 則 剣 剛 剤 剥 剖 剰 副 割 創 劇
- 主な表外字： 刎 刮 剋 剃 剌 剿 剽 劉 など

#### おおがい
おおがい（いちのかい）。「顔」「額」「願」など。顔に関する意味を表す。常用漢字数 22。「題」は変則だが、「おおがい」に含まれる。また、頼の旧字体は賴であり、貝部に含む辞典も見られるが、今日では「おおがい」に含むのが一般的である。なお、「おおがい」という名称は貝部（まれにこがいとも呼ばれる）に対してである。除外「煩」→火部
- 常用漢字： 頃 頂 項 順 須 頑 頓 頒 預 領 頬 頭 顎 頼 頻 額 顔 顕 題 類 願 顧
- 主な表外字： 頌 頗 頷 頸 頽 顆 顚 など

#### ぼくづくり
ぼくづくり・ぼくにょう・ぼんにょう・のぶん。「改」「放」「敗」など。棒を持って叩く動作を成り立ちとした部首で、叩く動作を表す意味として用いられる。常用漢字数 15。旁の部分にあるが、慣例的に繞と呼んでいる。「攴」も含む。除外「赦」→赤部、「枚」→木部、「致」→至部。
- 常用漢字： 改 攻 放 故 政 敏 救 教 敗 敢 敬 散 数 敵 敷
- 主な表外字： 敦 敲 斂 など

#### ちから
ちから。「効」「助」など。力を用いた動作に関する意味を表す。「勉」は変則。常用漢字数 12。
- 常用漢字： 功 助 励 劾 効 勅 勉 勃 勘 動 勤 勧
- 主な表外字： 劫 勁 など

#### おおざと
おおざと。「都」「郷」「邦」など。「邑」という字を崩したもので、阜部に属する「こざとへん」に対する相対的な通称。地域や集落の意味を表す。常用漢字数 12。中国では固有の地名を表す漢字が多い。
- 常用漢字： 邦 邪 邸 那 郊 郎 郡 郭 郷 都 部 郵
- 主な表外字： 郁 鄙 鄭 など

#### あくび
あくび・かける。「歌」「欲」「欺」など。口を大きく開ける動作に関する。常用漢字数 7。「吹」「飲」「炊」など偏に来ることも多い。
- 常用漢字： 次 欧 欲 款 欺 歌 歓
- 主な表外字： 欣 欽 歎 など

#### とり
とり。「鶏」「鳴」「鳩」など。鳥に関する漢字が集まる。常用漢字では 3 つだが、旁を持つ漢字では最も多い。「鷹」など脚に来ることも多く、まれに「鴃」や「鳧」など偏、冠となる場合もある。
- 常用漢字： 鳴 鶏 鶴
- 主な表外字： 鳩 鴇 鴎 鴨 鴫 鴻 鵠 鵜 鶉 鵬 鵺 鸚 鵡 など

### その他の旁
るまた・ほこづくり
「殺」「殴」「段」など。殴りつける意味を表す。「ほこづくり」だと 2 種類あるために、「るまた」と呼ぶことも多い。「るまた」とは殳を分解した際に片仮名のルと漢字の又を読み合わせたものである。「投」「設」「役」など偏に来ることも多い。
- 常用漢字： 殴 段 殺 毀 穀 殿
- 主な表外字： 殷 毅 など

ふるとり
「雄」「雑」など。隹は鳥の羽根を図案化したものであり、鳥の性質や動作に関する意味を表し、「雉」などのように鳥そのものを表す漢字も見られる。「ふるとり」という通称は「舊」（旧【ふるｰい】の旧字体）に用いられていることに因む。「唯」「維」など偏に来ることも多い。
- 常用漢字： 雄 雅 雑 雌 難 離
- 主な表外字： 雉 雖 雛 など

さんづくり
「形」「影」「彫」など。彡（サン）という字を親字としたもので、かたちを整える意味を表す。除外「杉」→木部など
- 常用漢字： 形 彩 彫 彰 影
- 主な表外字： 彪 彬 など

みる
「観」「視」など。見る動作に関する意味を表す。除外「現」→玉部など
- 常用漢字： 規 視 親 観
- 主な常用漢字： 覗 覘 覯など

とます
「料」など。斗とは計量の単位で、計量に関する意味を表す。除外：科→禾部など
- 常用漢字： 料 斜
- 主な表外字： 斟 など

すんづくり
「対」「封」など。手の動作に関する。除外：耐→而部。また付、討、村などもそれぞれの偏に属する。
- 常用漢字： 対 封 射 尉

また（またづくり）
「叙」「取」など。手の動作に関する。除外：奴→女部など
- 常用漢字： 収 双 取 叔 叙
- 主な表外字： 叡 など

ほこづくり・かのほこ
「戦」「戯」など。戦に関する意味を表す。「殳」（るまた…前述）もほこづくりと呼ぶことがあるため、「かのほこ」（カは戈の音読）と呼ぶ場合がある。また、同じ親字を用いた「ほこがまえ」（「武」など横棒を伸ばしたもの）という部首も存在する。除外：伐→人部など
- 常用漢字： 戦 戯
- 主な表外字： 戟 戮 など

ふしづくり・わりふ
「却」「印」など。ひざまずく人間を象ったもので、そのような動作を伴う行為（商い、取引）などの字が集まっている。
- 常用漢字： 印 却 即 卸
- 主な表外字： 卯 卿 など

おのづくり
「新」「断」など。真っ二つに裂く意味を表す。除外「所」→戸部。ほかに「折」「祈」など偏に来ることも多い。
- 常用漢字： 斬 新 断
- 主な表外字： 斯 など

つき
「朝」「期」など。年月に関する意味を表す。「つきへん」と同じ部首に属する。除外「明」→日部など。
- 常用漢字： 朝 期 朗
- 主な表外字： 胡 朔 など

けがわ・ひのかわ
「皺」など。皮膚、表面に関する意味を表す。常用漢字はない。偏に来ることが一般的。
- 主な表外字： 皺 皸 など

おつにょう・つりばり
「乱」など。親字は乙。偏に来ることが一般的。
- 常用漢字： 乱 乳

かわら
瓦や瓶（かめ）に関する意味を表す。偏で重さの単位を表す国字にもなる。
- 常用漢字： 瓶
- 主な表外字：甌

いぬ
「獣」など。獣類に関する字などを作る。
- 常用漢字： 状 献 獣

その他
れいづくり
- 常用漢字： 隷

ふでづくり
- 主な表外字： 肆

うしとら（こんづくり・ねづくり）
- 主な表外字： 艱 など

だいのまげあし
- 常用漢字： 就

なめしがわ
- 常用漢字： 韓

うり
- 主な表外字： 瓢 など

おう（すでのつくり）
- 常用漢字： 既